# Anelosimus eximius
Anelosimus eximius es una especie de araña social del género Anelosimus, originaria de las Antillas Menores y de la zona que va desde Panamá hasta Argentina. Las colonias pueden comprender varios miles de individuos.
Anelosimus eximius se clasifica como una especie de araña social porque se dedican al cuidado compartido de la cría y cooperan para capturar presas dentro de su red, lo que les permite capturar presas mucho más grandes de lo que un solo individuo sería capaz de hacer.
Sus telarañas no capturan muchas presas, pero las presas que se capturan son significativamente más grandes que la mayoría de las presas capturadas en las telarañas de otras especies de arañas sociales o individuales asociales. Por lo tanto, sus técnicas proveen más nutrientes de los que otras colonias de arañas sociales pueden obtener. Estas técnicas son más eficientes en las colonias de Anelosimus eximius de alrededor de 1000 individuos.
La socialidad de Anelosimus eximius ayuda a aumentar la aptitud de la especie. Un costo potencial de la socialidad en Anelosimus eximius es que producen menos sacos de huevos. Sin embargo, cada saco de huevos alberga más crías individuales de las que la mayoría de los sacos de huevos de los arácnidos normalmente contendrían. Por lo tanto, los beneficios parecen superar los costos.
Es difícil explicar cómo la socialidad ha evolucionado a partir de un animal típicamente solitario. Un rasgo que ha facilitado este cambio es la falta de discriminación contra la descendencia extranjera. También se ha cuestionado si el comportamiento alopaternal de Anelosimus eximius era un rasgo ancestral o si la especie tenía que superar la discriminación[cita requerida] para obtener su rasgo de socialidad. A través de estudios sobre especies sociales y subsociales que observaron reacciones a la descendencia extranjera, los científicos descubrieron que la especie no necesitaba superar la discriminación; tanto las especies subsociales como las sociales de arácnidos no mostraron discriminación hacia la descendencia extranjera.
A. eximius es presa de las avispas parasitoides Zatypota, cuya larva se alimenta de la hemolinfa de la araña e induce a ésta a alejarse y tejer una red anormal, que sirve de capullo para que el insecto que se está criando se alimente de la araña y emerja. El proceso es particularmente notable porque las acciones inducidas no parecen formar parte del repertorio de comportamiento típico de la araña.